# Эль Алькорас
«Эль Алькорас» (исп. Estadio El Alcoraz) — футбольный стадион, расположенный в испанском городе Уэска, автономное сообщество Арагон, домашняя арена одноименного местного клуба. Вмещает 8 000 зрителей.

## История
Официально арена была открыта 16 января 1972 года. Архитектором стадиона выступил Раймундо Бамбо, суммарная стоимость работ составила около 15 миллионов песет (90 000 евро по нынешнему курсу).
В 1986 году, когда клуб столкнулся с серьезными финансовыми проблемами, стадион был выставлен на аукцион, однако затем был выкуплен усилиями фанатов «Уэски» и тем самым возвращен команде.
13 декабря 1990 года на арене прошел матч Кубка Испании между «Уэской» и «Кадисом», завершившийся со счетом 0:0. Во втором матче в серии пенальти успешнее оказался «Кадис».
В сезоне 2008\09, с выходом «Уэски» в Сегунду, стадион подвергся масштабной реконструкции, включавшей, в частности, расширение трибун, президентской ложи, раздевалок, офисов и скамеек.
В 2018 году, с продвижением клуба в Примеру, общая вместимость арены была увеличена с менее чем 5500 мест до 7 638 мест.

## Международные матчи
В 2004 году «Эль Алькорас» принял на своем поле матч между молодежными сборными Испании и Греции, окончившийся уверенной победой хозяев со счетом 2:0.